# Census Johnston
Census Aokuso Iopu Johnston (Auckland, 6 maggio 1981) è un ex rugbista a 15 neozelandese naturalizzato samoano che giocava come pilone. A livello internazionale vanta 57 presenze con Samoa, nazionale con la quale partecipò a tre edizioni della Coppa del Mondo di rugby, e tre apparizioni nella selezione dei Pacific Islanders.

## Biografia
Nato in una famiglia di origine samoana, Johnston si formò nel Ponsonby di Auckland prima di essere mandato in Francia, nel 2000, in una formazione di Fédérale 1, il Coarraze-Nay; ivi trascorse sei mesi per poi tornare in Nuova Zelanda.
In patria fu selezionato dalla formazione provinciale di Taranaki con cui debuttò nel campionato interprovinciale nel 2005, per poi trascorrere un'altra interstagione in Francia nel Biarritz con cui si laureò campione nazionale.
Nel 2005, avendo optato per rappresentare Samoa, debuttò per la Nazionale pacifica in un test match contro l'Australia.
Nel 2006 si trasferì in Inghilterra ai Saracens con un contratto triennale, debuttando in Premiership a dicembre contro Northampton marcando anche una meta.
A fine 2006 fu anche convocato nella selezione internazionale dei Pacific Islanders, formata da giocatori delle federazioni di Figi, Samoa e Tonga sul modello dei British Lions; debuttò in tale formazione contro il Galles e vi disputò l'ultimo dei tre incontri contro la Francia nel 2008.
Nel 2007 fu incluso nella rosa samoana che prese parte alla Coppa del Mondo in Francia, prendendo parte a tutti e quattro gli incontri della fase a gironi in cui la squadra fu impegnata.
A maggio 2009, con il contratto con i Saracens in scadenza, firmò un impegno biennale con il Tolosa con cui salì subito sul trono d'Europa alla prima stagione, vincendo la Heineken Cup 2009-10; la stagione successiva invece lo vide campione di Francia. Partecipò poi alla Coppa del Mondo di rugby 2011 in Nuova Zelanda, scendendo in campo in tutti gli incontri della prima fase cui Samoa prese parte.
Nel frattempo, poco prima della scadenza del biennale, aveva prolungato il proprio impegno con il Tolosa, e nel 2012 si assicurò un nuovo titolo di campione di Francia, il secondo consecutivo.
Un anno dopo rinnovò il contratto con il club fino al 2016.
Avendo abbandonato la Nazionale samoana a fine 2014 dopo un contenzioso con la propria Federazione riguardante i rimborsi ai giocatori per l'attività internazionale, rimase a completa disposizione del Tolosa, rinnovando il contratto con una clausola con la quale rinunciava alla maglia di Samoa;
tuttavia, a luglio 2015, rispose a una chiamata per prendere parte al test match che la squadra aveva in programma ad Apia contro la Nuova Zelanda, il primo incontro ufficiale di sempre degli All Blacks sul suolo samoano e successivamente, per sopperire a un'assenza, il C.T. della Nazionale lo convocò per la Coppa del Mondo di rugby 2015 e Johnston accettò, aprendo il contenzioso, in tale occasione, con il proprio club per bocca del suo nuovo allenatore Fabien Pelous il quale preannunciò non meglio specificate «conseguenze» per tale azione.
Terminata la Coppa con l'eliminazione di Samoa al primo turno, tuttavia, Johnston rientrò nel suo club e si rese disponibile. Nell'estate 2017 Johnston annunciò, dopo otto stagioni trascorse al Tolosa, di aver firmato un contratto con il Racing 92. Dopo due annate spese nel club parigino, nell'estate 2019 si trasferì al Bayonne. Senza nemmeno riuscire a terminare la stagione a causa della Pandemia di COVID-19 del 2019-2021, nel maggio 2020, annunciò, a 39 anni, il suo ritiro dal rugby giocato.
Johnston vanta inoltre diversi inviti nei Barbarians, il primo dei quali a dicembre 2008 nel tradizionale match di fine tour con la Nazionale dell'Emisfero Sud in visita nelle Isole Britanniche; l'avversario fu un XV dell'Australia.

## Palmarès
- Campionati francesi: 3
Biarritz: 2005-06
Tolosa: 2010-11, 2011-12
- Heineken Cup: 1
Tolosa: 2009-10